# Protracheoniscus marmaranus
Protracheoniscus marmaranus är en kräftdjursart som beskrevs av Karl Wilhelm Verhoeff1941. Protracheoniscus marmaranus ingår i släktet Protracheoniscus och familjen Trachelipodidae. Inga underarter finns listade i Catalogue of Life.